# Vízvár
Vízvár est un village et une commune du comitat de Somogy en : Hongrie.